# Chromatogenys
Chromatogenys is een geslacht van uitgestorven hagedissen, Scincomorpha uit het Santonien van Hongarije, dat de soort Chromatogenys tiliquoides omvat.
De typesoort Chromatogenys tiliquoides werd in 2015 benoemd door Mikado en Nydam. De geslachtsnaam is een combinatie van het Grieks chroma, 'kleur' en genys, 'kaak'. De soortaanduiding betekent 'gelijkend op de tiliqua'.
Het holotype MTM V2010.129.1 is gevonden in een laag van de Csehbányaformatie. Het bestaat uit een gedeeltelijke rechteronderkaak, die dentarium en surangulare bewaart. De geslachtsnaam verwijst naar de levendige kleuren van het bewaarde exemplaar. 
Het gebit is durofaag, gespecialiseerd in het pletten, en het dier voedde zich dus waarschijnlijk met prooien met een harde schaal.